# Карел Бухта
Карел Бухта (чеш. Karel Buchta; 20. октобар 1897 — 21. фебруар 1959) је био чехословачки војник и скијаш.
Бухта је био је члан националног олимпијског тима заједно са Јоном Митленером, Јозефом Бимом и Бохуславом Јосифеком војне патроле на Зимским олимпијским играма 1924. Те године чехословачки тим је освојио четврто место.